# Fables: The Wolf Among Us
Fables: The Wolf Among Us — серия комиксов, состоящая из 48 выпусков, которую издала компания Vertigo в 2014—2015 годах. Является спин-оффом серии комиксов Fables и адаптацией видеоигры The Wolf Among Us.

## Продажи
Дебютный выпуск был продан тиражом около 13 600 копий за первый месяц.

## Отзывы
На сайте Comic Book Roundup серия комиксов имеет оценку 8,1 из 10 на основе 13 рецензий. Джесс Шедин из IGN поставил первому выпуску оценку 8 из 10 и написал, что серия «сочетает в себе знакомые элементы с сильным нуарным подходом». Грег Макэлхаттон из Comic Book Resources отмечал, что «Fables: The Wolf Among Us #1 — хороший способ для тех из нас, кто никогда не играл в компьютерную игру, наконец-то прочитать её историю». Ричард Грей из Newsarama поставил первому выпуску оценку 7 из 10 и подчеркнул, что «возможно, он не совсем соответствует основной серии, которая его вдохновила, но, тем не менее, является достойным дополнением к одному из самых важных произведений литературы комиксов за последние несколько десятилетий». Его коллега Эдвард Кея дал первому выпуску 6 баллов из 10 и посчитал, что «это достойный дебют, который порадует поклонников игры, но он явно предназначен для чтения в цифровом виде, а не для сбора в печатном».